# Rändelbach
Der Rändelbach (auch Bändelbach) ist ein rund 1,4 Kilometer langer Bach des Südschwarzwaldes im baden-württembergischen Fröhnd, der am Osthang des Bubshorns entspringt und unterhalb des Fröhnder Ortsteils Niederhepschingen von links und Osten in die Wiese mündet.

## Name
Auf der amtlichen Gewässerkarte wird der Bach als Bändelbach bezeichnet, auf der zugrundeliegenden topographischen Karte allerdings als Rändelbach. Auch auf dem Messtischblatt der Deutschen Fotothek von 1927 steht die Bezeichnung Rändelbach ebenso wie auf der Karte des Geoportals Baden-Württemberg. In diesem Artikel wird deshalb davon ausgegangen, dass die Bezeichnung Rändelbach korrekt ist.

## Geographie

### Verlauf
Der Rändelbach entspringt am Osthang des Bubshorns auf etwa 800 m ü. NHN, rund 50 Meter unterhalb des Rüttewegs und fließt in südöstlicher Richtung durch Wald und Wiesenauen durch Lezibühl und Waidrütte. Danach unterquert er die Verbindungsstraße von Fröhnd-Oberhepschingen nach Pfaffenberg, ehe er in der Bomatt nach links abbiegt und nunmehr in östlicher Richtung an der Grenze zwischen Großer Waid und Allmend fließt. Kurz vor der Mündung in die Wiese unterquert er den Todtnauerliweg, die ehemalige Strecke der Schmalspurbahn von Zell nach Todtnau und heutige Wiesental Radweg. Die Mündung liegt auf etwa 477 m ü. NHN.
Der etwa 1,4 km lange Lauf des Rändelbachs endet ungefähr 320 Höhenmeter unterhalb seiner Quelle, er hat somit ein mittleres Sohlgefälle von etwa 24 %.

### Einzugsgebiet
Das naturräumlich zum Südschwarzwald gehörende Einzugsgebiet ist knapp 1,2 km² groß und liegt vollständig im Gemeindegebiet von Fröhnd. Der höchste Punkt des Einzugsgebiets liegt im Westen auf dem Gipfel des Bubshorns auf 1032,9 m ü. NHN.
Die Einzugsgebiete der folgenden Nachbargewässer grenzen an:
- Im Norden grenzt das Einzugsgebiet des noch höher zur Wiese entwässernden Hebschingerbachs und seines Oberlaufs Mühlenbach an;
- im Südwesten fließt ein namenloser Hangwaldbach (ca. 420 m lang, entspringt auf etwa 566 m ü. NHN) unmittelbar unterhalb zur Wiese;
- im Süden konkurriert der Pfaffenbach mit seinem Oberlauf Biegenbach, der unterhalb des Rändelbachs ebenfalls in die Wiese mündet.

### Zuflüsse
Liste der Zuflüsse von der Quelle zur Mündung (abgefragt oder abgemessen auf der amtlichen Gewässerkarte):
- (Namenloser Hangwaldzufluss), von rechts und Westen, Länge ca. 130 m, mündet auf etwa 765 m ü. NHN, entspringt auf etwa 820 m ü. NHN etwa 80 m südsüdwestlich der Rändelbachquelle;
- (Namenloser Hangwaldzufluss), von links und Norden, Länge ca. 560 m, mündet auf etwa 515 m ü. NHN, entspringt auf etwa 635 m ü. NHN am südlichen Ortsrand von Oberhepschingen, in diesen mündet:
  - (Namenloser Hangwaldzufluss), von rechts und Westen, Länge ca. 550 m, mündet auf etwa 540 m ü. NHN, entspringt auf etwa 725 m ü. NHN rund 300 m westlich von Oberhepschingen.

### Flusssystem Wiese
- Fließgewässer im Flusssystem Wiese